# Epun
Epun är en kulle i Mikronesiens federerade stater. Den ligger i kommunen Oneisom och delstaten Chuuk, i den västra delen av landet, 700 km väster om huvudstaden Palikir. Toppen på Epun är 153 meter över havet.